# National Tramway Museum

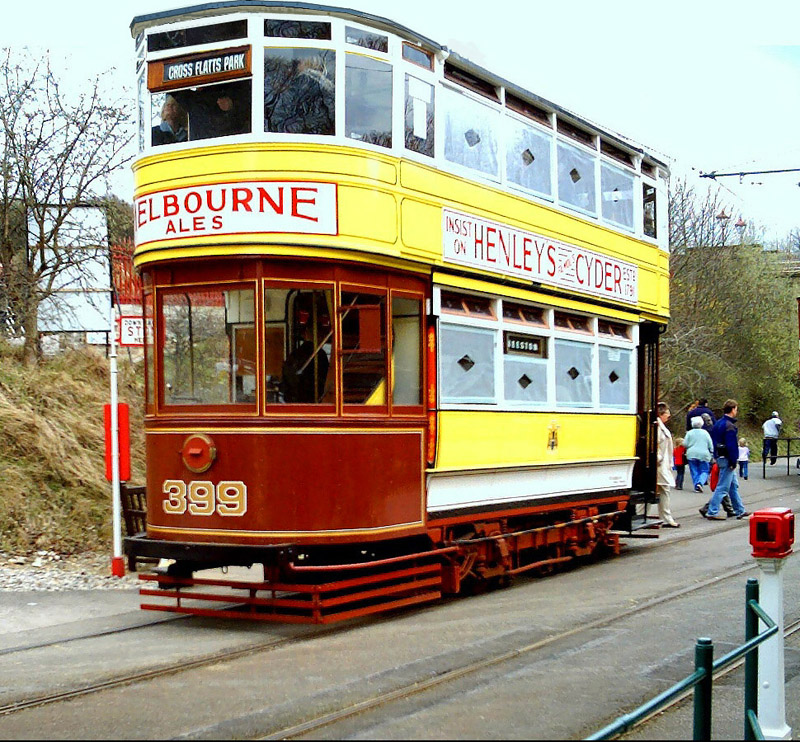
Leeds-spårvagn från 1925 vid Victoria Park, vid ingången till museet.

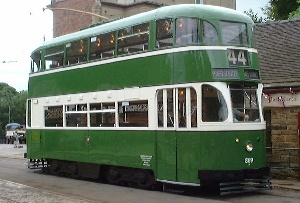
En strömlinjeformad Liverpool-spårvagn från 1936 utanför Derby Assembly Rooms

National Tram Museum, eller Crich Tramway Village, är ett spårvägsmuseum och en museispårväg i Crich i Derbyshire i Storbritannien. 
Museet har fler än 60 spårvagnar, som är tillverkade 1873–1982. Det driver en museispårväg på 1,3 kilometer, som ligger i en av museet uppbyggd äldre stadsmiljö med pub, kafé, smedja, godisbutik och spårvagnsdepå. Museet ägs av föreningen Tramway Museum Society.
Spårvagnarna är huvudsakligen från Storbritannien, men det finns också spårvagnar från bland andra Berlin och Oporto, De brittiska spårvagnarna kördes i städer i Storbritannien fram till 1960-talet. Flertalet spårvägsnät i Storbritannien lades ned under 1950-talet. Det sista att stänga ned var Glasgow Corporation Tramways 1962. Idag är det av äldre spårvägsnät enbart Blackpools spårväg som upprätthålls, men flera nya har tagits i bruk, till exempel Croydon Tramlink, Sheffield Supertram, West Midlands Metro, Edinburghs spårväg, Manchester Metrolink och Nottingham Express Transit.
Museispårvägen är till stor del en tidigare industrijärnväg, som George Stephenson byggde för att transportera kalksten från dagbrottet Cliff Quarry till North Midland Railway i Ambergate. Denna hade 1000 millimeters spårvidd, men den har sedan byggts om för normalspåriga spårvagnar.
Tramway Museum Society grundades 1955 och kunde 1963 öppna museispårvägen i Crich.

## Bildgalleri

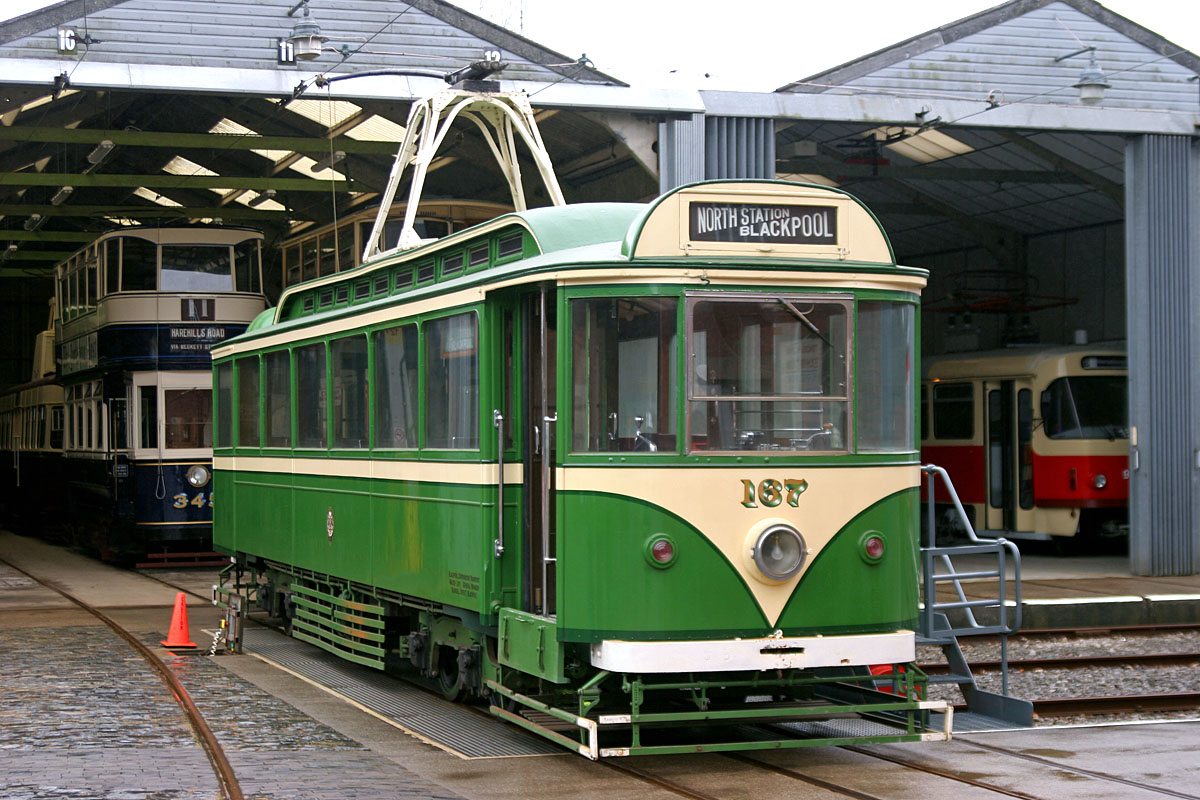
Blackpool-spårvagn
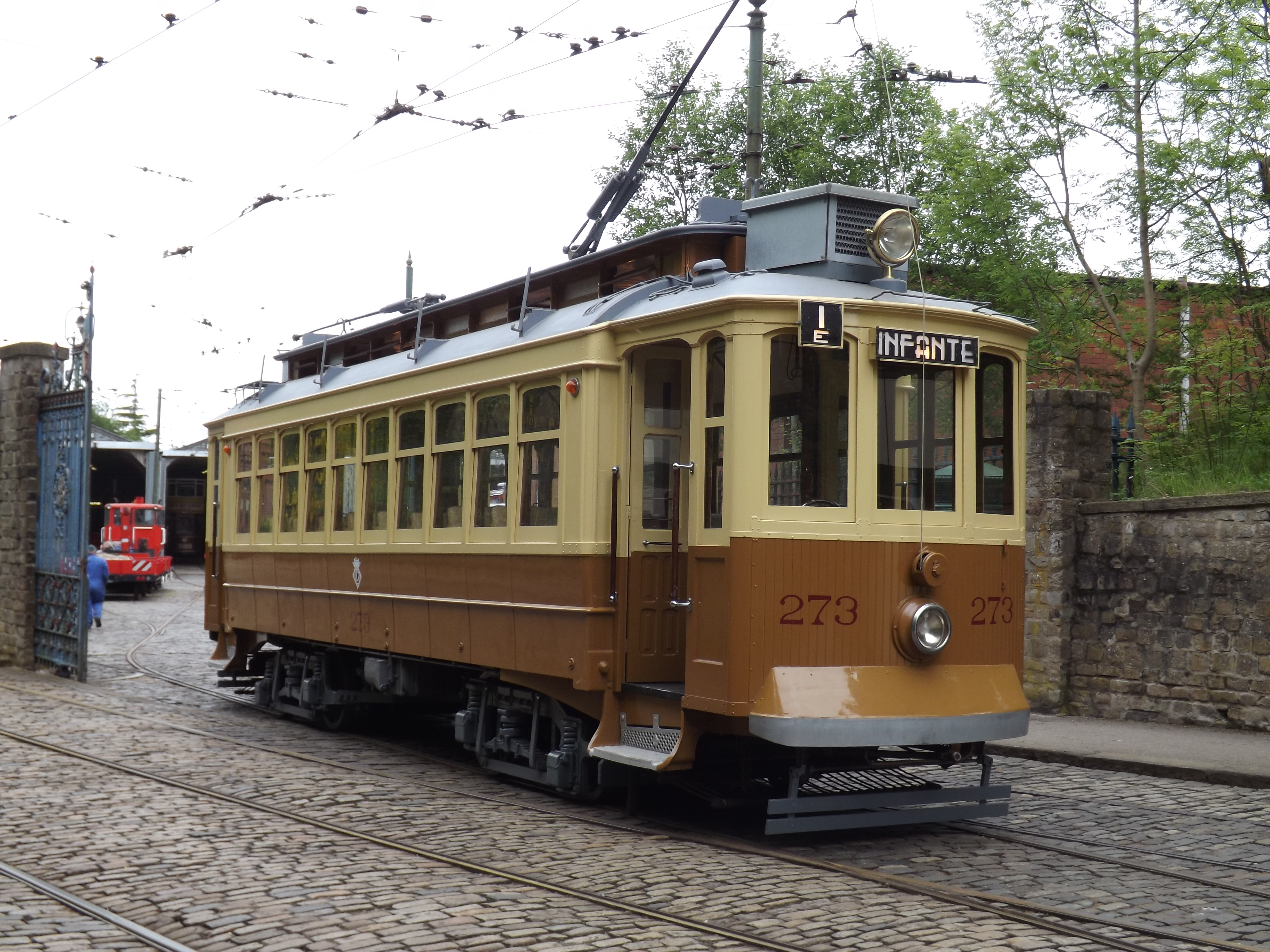
Spårvagn från Oporto
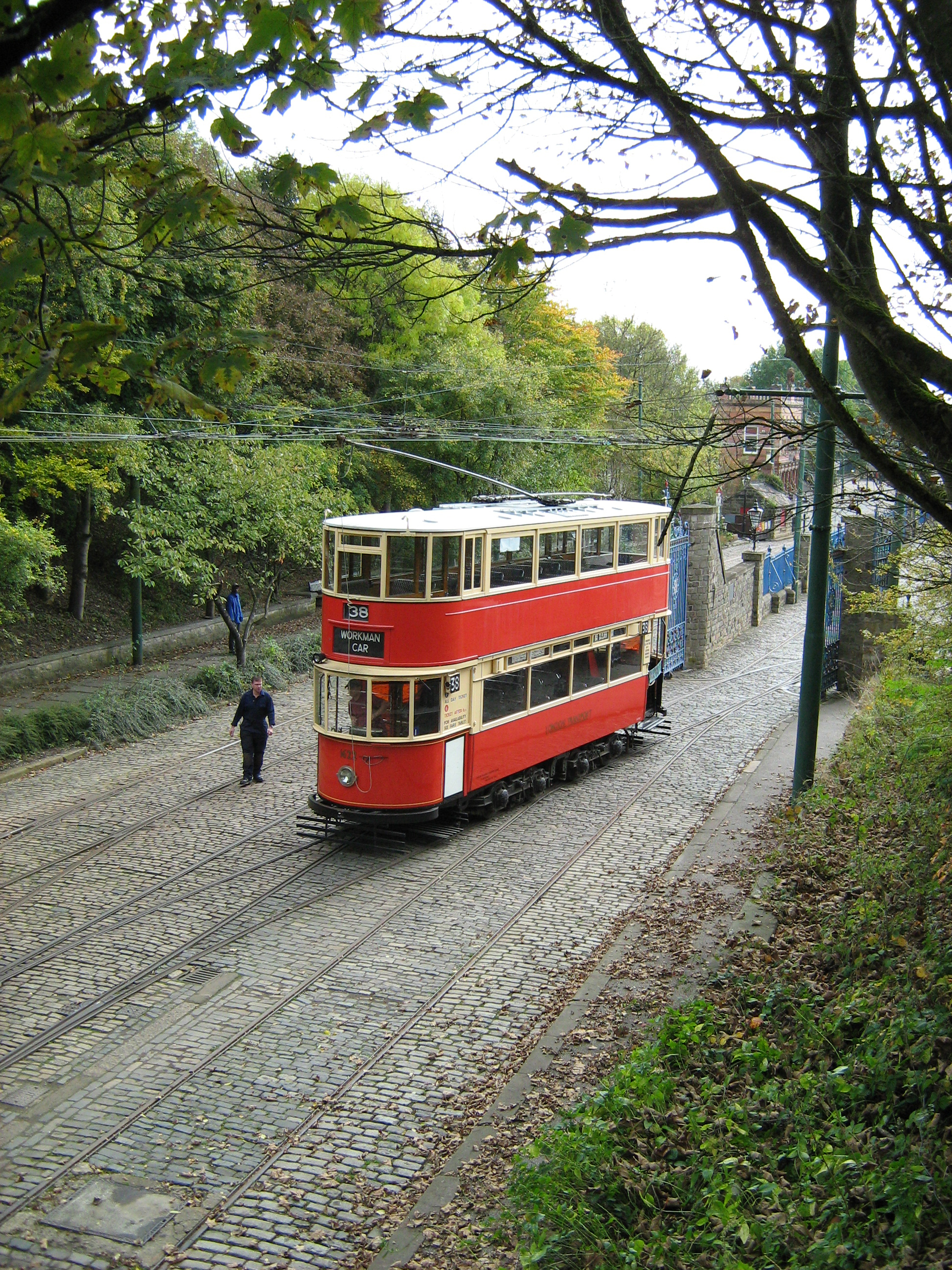
Londonspårvagn, som lämnar depån
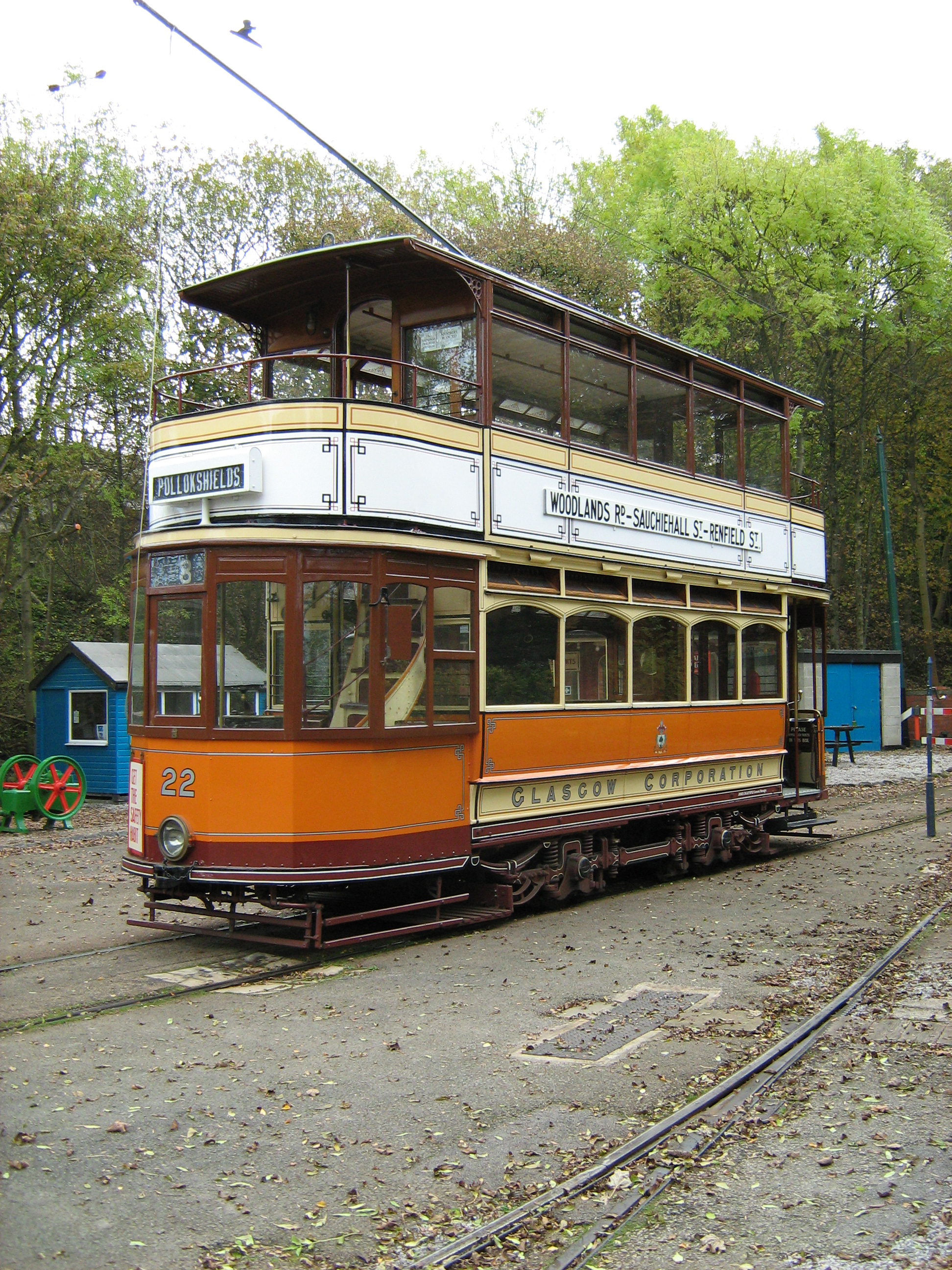
Glasgowspårvagn 22.
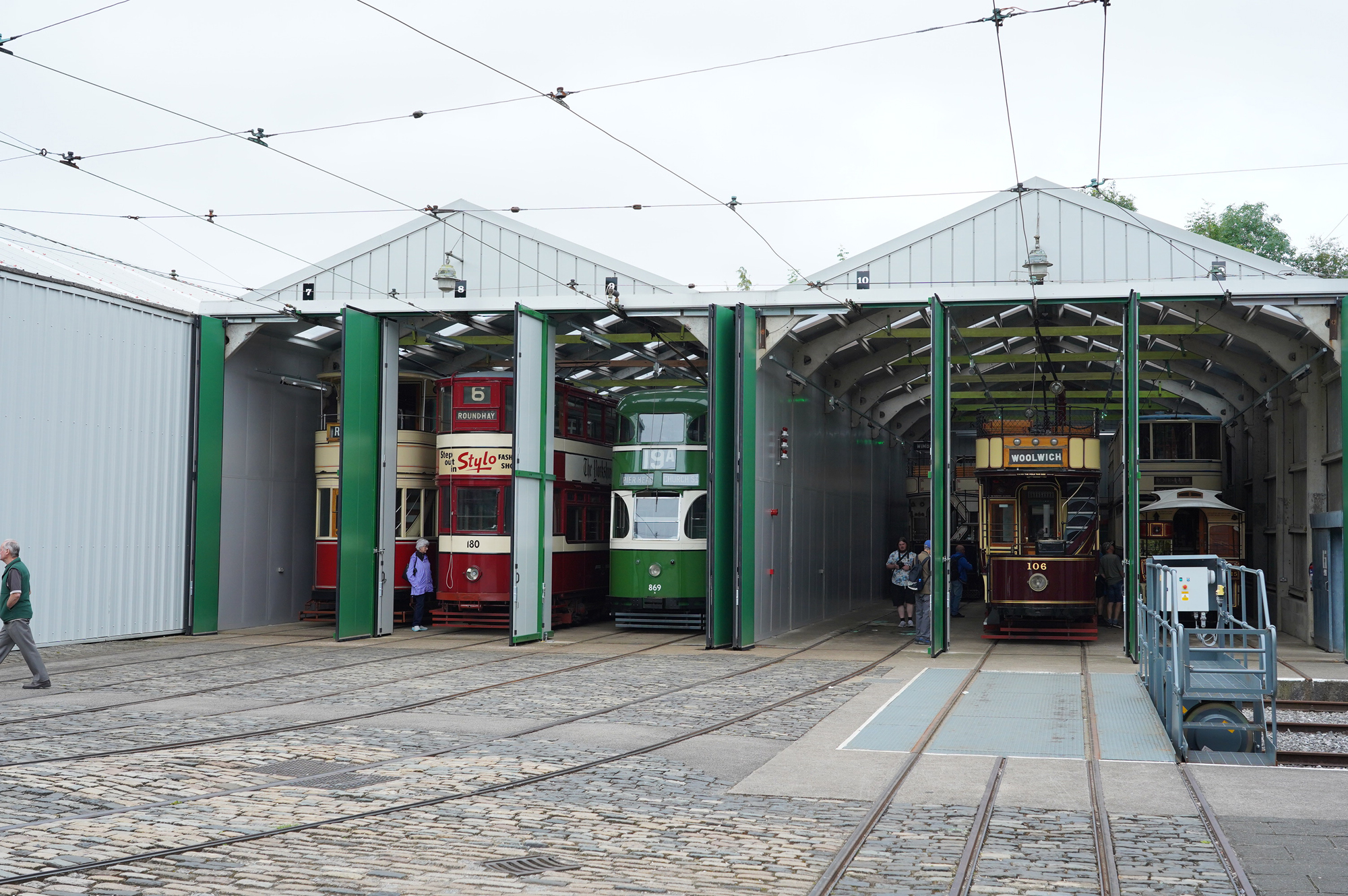
Spårvagnshallarna